# Труново (Вологодская область)
Труново — упразднённая деревня в Верховажском районе Вологодской области России.

## География
Урочище находится в северной части области, в подзоне средней тайги, в пределах южной части Важско-Кулойской низины, к востоку от реки Ваги, на расстоянии примерно 28 километров (по прямой) к юго-западу от села Верховажье, административного центра района. Абсолютная высота — 168 метров над уровнем моря.

### Климат
Климат характеризуется как умеренно континентальный. Среднегодовая температура воздуха — +1,8 °C. Абсолютный минимум температуры воздуха составляет −46 °C; абсолютный максимум — +37 °C. Безморозный период длится 110—115 дней. Среднегодовое количество атмосферных осадков составляет 637 мм. В течение года преобладают ветра юго-западного направления.

## История
В «Списке населенных мест Вологодской губернии по сведениям 1859 года» населённый пункт упомянут как казённая деревня Труновское Вельского уезда, расположенная в 82 верстах от уездного города. В деревне имелось 10 дворов и проживал 61 человек (33 мужчины и 28 женщин). В 1881 году входила в состав Чушевице-Покровской волости.
По данным 1909 года, в деревне имелось 18 хозяйств и проживало 106 человек (55 мужчин и 51 женщина).
В 1940 году входила в состав Заболотского сельсовета Верховажского района. По состоянию на 1 января 1973 года в составе Чушевицкого сельсовета.
Упразднена в 1980 году как прекратившая существование.